# صبور
صبور روستایی از توابع بخش مرکزی شهرستان خرم‌آباد در استان لرستان ایران است.

## مردم‌شناسی
شغل بیشتر مردم روستا دام داری،باغ داری و کشاورزی است. 
این روستا متشکل از اقوام لک و لر می‌باشد،که خانوارهایی از ایل حسنوند ، ایل بیرانوند و طایفه گوشه‌ای در ان ساکن‌اند.

## اماکن دیدنی
در جنوب روستا سرابی وجود دارد که از قدیم تا به حال مورد توجه گردشگران بوده.
از اماکن دیدنی دیگر روستا میتوان به تپه باستانی ان اشاره کرد.
در سال‌های اخیر به خاطر حفر چاه‌های غیرقانونی در اطراف روستا و خشک سالی‌های متعدد این روستا با کم ابی شدید مواجه شده‌است.

## جمعیت
این روستا در دهستان کرگاه غربی قرار دارد و براساس سرشماری مرکز آمار ایران در سال ۱۳۸۵، جمعیت آن ۲۵۶ نفر (۵۹ خانوار) بوده‌است.